# Megascolia maculata
Megascolia maculata é uma espécie de insetos himenópteros, mais especificamente de vespas pertencente à família Scoliidae.
A autoridade científica da espécie é Drury, tendo sido descrita no ano de 1773.
Trata-se de uma espécie presente no território português.